# Elisabetta di Carinzia
Elisabetta di Carinzia, detta anche Isabella. Elisabeth in inglese, in fiammingo e in tedesco, Isabel in spagnolo e Isabelle in francese (Gorizia, 1303 circa – Messina, 1352 circa), principessa tirolese fu la regina consorte del regno di Sicilia (o di Trinacria) dal 1322 al 1342, poi reggente del regno sino alla morte.

## Origine
Figlia primogenita o secondogenita del Conte del Tirolo e Gorizia e duca di Carinzia, Ottone III e di Eufemia di Slesia-Liegnitz, figlia di Enrico V di Liegnitz (discendente dai principi di Liegnitz-Glogau) e di Elisabetta dei Piasti, figlia del re di Polonia, Boleslao V e di Ilona d'Ungheria, figlia del re d'Ungheria, Béla IV.

## Biografia
Secondo alcune fonti Elisabetta fu la primogenita e quindi nacque prima della sorella Anna, nata nel 1300, mentre secondo altre fonti fu la secondogenita e nacque nel 1303 circa.
Elisabetta, a Catania, il 23 aprile 1322, sposò Pietro, figlio primogenito del re di Sicilia, Federico III d'Aragona (figlio maschio terzogenito del re d'Aragona, di Valencia e conte di Barcellona e altre contee catalane, poi anche re di Sicilia, Pietro III il Grande e di Costanza di Sicilia, che era figlia del re di Sicilia Manfredi (figlio illegittimo dell'imperatore Federico II di Svevia) quindi pretendente al trono di Sicilia) e di Eleonora d'Angiò, figlia del re di Napoli, Carlo II d'Angiò e di Maria d'Ungheria. Pietro l'anno prima (1321) era stato incoronato re di Sicilia, divenendo co-regnante del padre Federico III, per cui Elisabetta divenne regina consorte di Trinacria.
Pietro alla morte del padre, nel 1337, rimase unico re di Sicilia.
Morto il marito, nel 1342, Elisabetta, ebbe la tutela del figlio, ancora minorenne, Ludovico, assieme al cognato, Giovanni, che divenne reggente.
Nel 1348, dopo la morte, per peste del cognato Giovanni, divenne reggente per conto del figlio, ancora minorenne, e mantenne tale incarico sino alla morte. Dopo la sua morte, avvenuta a Messina, molto probabilmente nel corso del 1352, la reggenza del regno di Sicilia passò alla figlia, Costanza. Venne sepolta nella chiesa messinese di San Francesco.

## Figli
A Pietro Elisabetta diede nove figli:
- Costanza (1324 - 1355), fu reggente per il fratello, Ludovico, dal 1352 al 1354;
- Leonora, (1325 – 1375), sposò Pietro IV d'Aragona divenendo regina consorte di Aragona e fu la madre di Giovanni I e Martino I;
- Beatrice (1326 - 1365), moglie del conte elettore, Roberto II del Palatinato, della casata dei Wittelsbach.
- Eufemia, (1330 – 1359), fu reggente per il fratello, Ludovico, dal 1355 al 1357;
- Violante(1334 – ?) principessa, morta giovane;
- Ludovico (1335 o 1337 - 1358), fu re di Trinacria, dal 1342;
- Giovanni, principe (1340 – 1353);
- Federico (1341 - 1377), fu re di Trinacria, dal 1358;
- Bianca (1342 – 1373), sposò il conte Giovanni I di Empúries, figlio di Raimondo Berengario, a sua volta figlio del re della Corona d'Aragona, Giacomo II di Aragona.

## Ascendenza
|                                 |                             |                                     | Genitori                            |  |  | Nonni |  |  | Bisnonni                       |  |  | Trisnonni                         |  |
|                                 |                             |                                     |                                     |  |  |       |  |  | Mainardo III, conte di Gorizia |  |  | Enghelberto III, conte di Gorizia |  |
|                                 |                             |                                     |                                     |  |  |       |  |  | Mainardo III, conte di Gorizia |  |  | Enghelberto III, conte di Gorizia |  |
|                                 |                             | Matilde di Andechs                  |                                     |  |  |       |  |  | Mainardo III, conte di Gorizia |  |  |                                   |  |
| Mainardo, duca di Carinzia      |                             |                                     |                                     |  |  |       |  |  | Mainardo III, conte di Gorizia |  |  |                                   |  |
|                                 |                             | Adelaide, contessa del Tirolo       | Alberto III, conte del Tirolo       |  |  |       |  |  |                                |  |  |                                   |  |
|                                 |                             | Adelaide, contessa del Tirolo       | Alberto III, conte del Tirolo       |  |  |       |  |  |                                |  |  |                                   |  |
|                                 |                             | Adelaide, contessa del Tirolo       | Uta di Frontenhausen-Lechsgemünd    |  |  |       |  |  |                                |  |  |                                   |  |
| Ottone III, duca di Carinzia    |                             | Adelaide, contessa del Tirolo       |                                     |  |  |       |  |  |                                |  |  |                                   |  |
|                                 |                             | Ottone II, duca di Baviera          | Ludovico I, duca di Baviera         |  |  |       |  |  |                                |  |  |                                   |  |
|                                 |                             | Ottone II, duca di Baviera          | Ludovico I, duca di Baviera         |  |  |       |  |  |                                |  |  |                                   |  |
|                                 |                             | Ottone II, duca di Baviera          | Ludmilla di Boemia                  |  |  |       |  |  |                                |  |  |                                   |  |
| Elisabetta di Baviera           |                             | Ottone II, duca di Baviera          |                                     |  |  |       |  |  |                                |  |  |                                   |  |
|                                 |                             | Agnese del Palatinato               | Enrico V, conte palatino del Reno   |  |  |       |  |  |                                |  |  |                                   |  |
|                                 |                             | Agnese del Palatinato               | Enrico V, conte palatino del Reno   |  |  |       |  |  |                                |  |  |                                   |  |
|                                 |                             | Agnese del Palatinato               | Agnese di Svevia                    |  |  |       |  |  |                                |  |  |                                   |  |
| Elisabetta di Carinzia          |                             | Agnese del Palatinato               |                                     |  |  |       |  |  |                                |  |  |                                   |  |
|                                 | Boleslao II, duca di Slesia | Enrico II, duca di Slesia           |                                     |  |  |       |  |  |                                |  |  |                                   |  |
|                                 | Boleslao II, duca di Slesia | Enrico II, duca di Slesia           |                                     |  |  |       |  |  |                                |  |  |                                   |  |
|                                 | Boleslao II, duca di Slesia | Anna di Boemia                      |                                     |  |  |       |  |  |                                |  |  |                                   |  |
| Enrico V, duca di Slesia        | Boleslao II, duca di Slesia |                                     |                                     |  |  |       |  |  |                                |  |  |                                   |  |
|                                 |                             | Edvige di Anhalt                    | Enrico I, principe di Anhalt        |  |  |       |  |  |                                |  |  |                                   |  |
|                                 |                             | Edvige di Anhalt                    | Enrico I, principe di Anhalt        |  |  |       |  |  |                                |  |  |                                   |  |
|                                 |                             | Edvige di Anhalt                    | Ermengarda di Turingia              |  |  |       |  |  |                                |  |  |                                   |  |
| Eufemia di Slesia               |                             | Edvige di Anhalt                    |                                     |  |  |       |  |  |                                |  |  |                                   |  |
|                                 |                             | Boleslao, duca della Grande Polonia | Ladislao, duca della Grande Polonia |  |  |       |  |  |                                |  |  |                                   |  |
|                                 |                             | Boleslao, duca della Grande Polonia | Ladislao, duca della Grande Polonia |  |  |       |  |  |                                |  |  |                                   |  |
|                                 |                             | Boleslao, duca della Grande Polonia | Edvige di Pomerania                 |  |  |       |  |  |                                |  |  |                                   |  |
| Elisabetta della Grande Polonia |                             | Boleslao, duca della Grande Polonia |                                     |  |  |       |  |  |                                |  |  |                                   |  |
|                                 |                             | Iolanda d'Ungheria                  | Béla IV, re d'Ungheria              |  |  |       |  |  |                                |  |  |                                   |  |
|                                 |                             | Iolanda d'Ungheria                  | Béla IV, re d'Ungheria              |  |  |       |  |  |                                |  |  |                                   |  |
|                                 |                             | Iolanda d'Ungheria                  | Maria Lascaris di Nicea             |  |  |       |  |  |                                |  |  |                                   |  |
|                                 |                             | Iolanda d'Ungheria                  |                                     |  |  |       |  |  |                                |  |  |                                   |  |